# 湧泉寺 (臺北市)

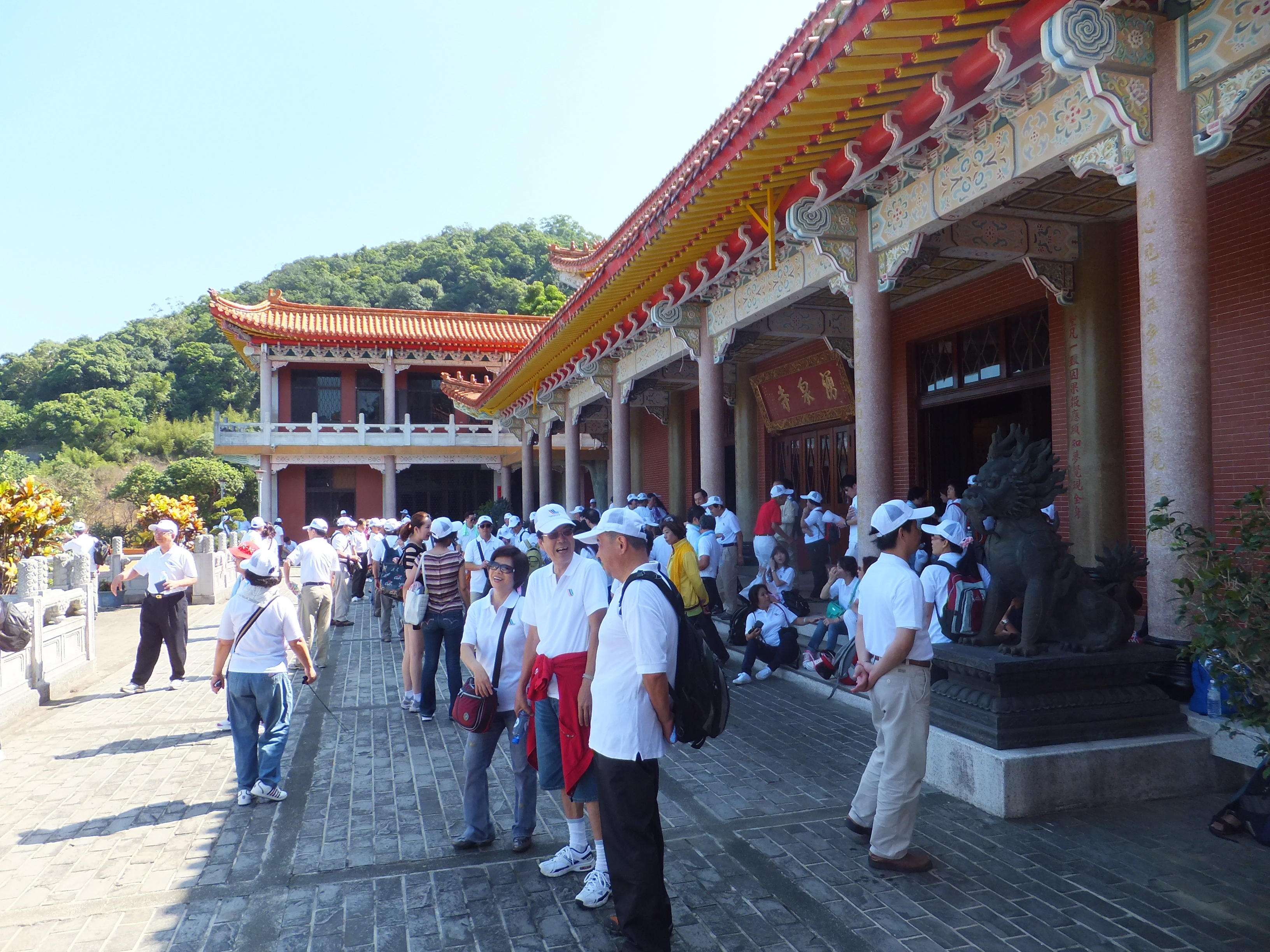
湧泉寺

湧泉寺位於台灣台北市劍南路，為主祀釋迦牟尼之佛教廟宇。該建物興建於1958年，今為位於台北士林區之仿古廟宇建築。另外，該廟宇的組織型態為管理人制，祭典日期則是每年農曆之正月廿三。